# Малин, Константин Михайлович
Константин Михайлович Малин (11.09.1896, д. Выползиха Варнавинского уезда Костромской губернии (ныне Варнавинский район Нижегородской области) — 07.09.1975, Москва) — химик-технолог, специалист в области производства серной кислоты, лауреат Сталинской премии (1946).

## Биография
Из крестьян. Окончил Нижегородское реальное училище (1914), Нижегородский государственный педагогический институт (1921), Нижегородский университет (1928) и 2-й Московский химико-технологический институт (1932).
В 1928—1930 гг. работал в отделе агитации и пропаганды Нижегородского губкома ВКП(б).
В 1932—1936 гг. преподаватель кафедры общей химической технологии Военно-химической академии имени К. Е. Ворошилова РККА.
Научный сотрудник (1936), главный инженер сектора и директор (1946—1962) НИИ удобрений и инсектофунгицидов.
Доктор технических наук (1949).
Похоронен на 21 участке Введенского кладбища.

## Награды и звания
- Сталинская премия 2 степени (1946) — за разработку и внедрение в промышленность методов интенсификации производства серной кислоты.
- Заслуженный деятель науки и техники РСФСР.
- Орден «Знак Почёта» (03.04.1944).

## Сочинения

### Труды
- Серная кислота по контактному способу [Текст] / К. М. Малин. — [Москва] : Госхимтехиздат, 1932 (тип. «Пролет. слово»). — Обл., 36 с. : ил.; 18х12 см.
- Технические проблемы производства серной кислоты [Текст] : Допущено к изд. в 1934 г. в качестве учеб. пособия для втузов Ком-том по высш. техн. образ. при ЦИК СССР / К. М. Малин. — Москва ; Ленинград : Госхимтехиздат, 1934 (Л. : тип. им. Евг. Соколовой). — Обл., 183 с., 1 с. объявл. : ил.; 23х15 см.
- Технология серной кислоты и серы [Текст] : Утв. ВКВШ при СНК СССР в качестве учебника для хим.-технол. вузов / К. М. Малин, Г. К. Боресков, И. Л. Пейсахов и др. — Москва ; Ленинград : Госхимиздат, 1941 (Ленинград). — 520 с. : ил., черт.; 23 см.
- Производство серной кислоты в Германии [Текст] / К. М. Малин, Н. Л. Аркин, М. А. Гурфинкель [и др.] ; М-во хим. пром-сти СССР. Отд. учеб. заведений. Моск. ин-т техн. обучения рабочих и повышения квалификации инж.-техн. работников. — Москва ; Ленинград : Госхимиздат, 1947. — 180 л. : ил.; 29 см.
- Технология серной кислоты [Текст] : [Учеб. пособие для хим.-технол. вузов] / К. М. Малин, Н. Л. Аркин, Г. К. Боресков, М. Г. Слинько. — Москва ; Ленинград : Госхимиздат, 1950 (Л. : тип. им. Евг. Соколовой). — 571 с. : черт.; 23 см.
- Получение крепкой серной кислоты башенным способом [Текст] / К. М. Малин, М. Н. Второв. — Москва : Госхимиздат, 1943. — 52 с. : ил., схем.; 20 см.
- Физико-химические основы производства серной кислоты нитрозным способом [Текст] / К. Малин; [Предисл. «От редактора»: П. Лукьянов]. — Москва : ВНИТО химиков — Химфак, 1934 (стеклогр. ИЗПК). — Обл., тит. л., IX, 153 с. : черт.; 24х18 см.
- Химия и урожай [Текст]. — 2-е изд., испр. и доп. — Москва : Госхимиздат, 1959. — 79 с. : ил.; 20 см.
- Жизненные ресурсы человечества [Текст]. — 2-е изд., доп. и перераб. — Москва : Наука, 1967. — 187 с.; 20 см. — (Научно-популярная серия/ Акад. наук СССР).

### Диссертации
Диссертация:
- Сернокислотный нитрозный процесс : диссертация … доктора технических наук : 05.00.00. — [Б. м.], . — 367 с. : ил.